# ГУАМ
Организација за демократију и економску сарадњу — ГУАМ (рус. Организация за демократию и экономическое развитие — ГУАМ; енгл. GUAM Organization for Democracy and Economic Development) је међународна организација која окупља четири некадашње совјетске републике (Грузију, Украјину, Азербејџан и Молдавију) чији је циљ интензивирање економске сарадње и јачање демократског друштва у државама чланицама.

## Чланице
Пуноправне чланице организације
- Грузија (оснивач 1997)
- Украјина (оснивач 1997)
- Азербејџан (оснивач 1997)
- Молдавија (оснивач 1997)

Бивше чланице
- Узбекистан (члан од 1999, иступила из чланства 2005)

Земље посматрачи
- Турска
- Летонија

## Историјат организације
Представници четири некадашње совјетске републике (Грузије, Украјине, Азербејџана и Молдавије) су 10. октобра 1997. у Стразбуру (Француска) донели одлуку о оснивању организације која би превасходно водила ка интензивирању економске сарадњу између земаља чланица и ка јачању демократских капацитета. Организација је добила име ГУАМ по почетним словима земаља чланица. Године 1999. у чланство је примљен и Узбекистан због чега организација мења име у ГУУАМ. На самиту на Јалти (Украјина) одржаном 6. и 7. јуна 2001. усвојена је повеља организације чиме су формализовани циљеви саме организације. Међутим већ 2002. председник Узбекистана Ислам Каримов је најавио повлачење те земље из организације, што се и десило у априлу 2005. за време молдавског председавања.

### Порекло и оснивање, узбекистанско чланство (1997–2005)
Сарадња између Грузије, Украјине, Азербејџана и Молдавије почела је „Консултантским форумом ГУАМ“, који је основан 10. октобра 1997. године у Стразбуру и назван по почетним словима сваке од тих земаља. Организација је 1999. године усвојила назив ГУУАМ због чланства Узбекистана. Самит на Јалти 6. и 7. јуна 2001. пропраћен је потписивањем повеље ГУУАМ-а, којом је организација формализована. Према речима бившег украјинског председника Виктора Јушченка, повеља је поставила циљеве сарадње, као што су промовисање демократских вредности, обезбеђење стабилног развоја, јачање међународне и регионалне безбедности и интензивирање европских интеграција.
Узбекистан је 2002. године објавио да планира да се повуче из организације и након ове објаве почео је да игнорише самите и састанке ГУУАМ-а. У мају 2005. године, убрзо након масакра у Андијану, Узбекистан је коначно дао званично обавештење о повлачењу из организације молдавском председништву, чиме је поново име групе променило у ГУАМ.
Самит ГУУАМ-а одржан је у Кишињеву, Молдавија, 22. априла 2005. На самиту су учествовали специјални представник америчког Стејт департмента за евроазијске сукобе Стивен Ман и генерални секретар OSCE-а Јан Кубиш. Руски амбасадор у Кишињеву критиковао је чињеницу да Русија није позвана да присуствује. Илхам Алијев, председник Азербејџана, рекао је после самита: „Наша организација се појављује као моћна сила која учествује у решавању проблема у каспијско-црноморском региону“, док је председник Украјине Виктор Јушченко рекао да је нова страница написана у историји организације.

### Продубљивање односа и интеграција (2006–2013)
С обзиром на пораст свог утицаја у региону и постојање Заједнице независних држава (ЗНД) коју предводи Русија, ГУАМ је у Русији виђен као начин супротстављања руском утицају у тој области и као део стратегије коју подржавају Сједињене Америчке Државе. Међутим, лидери ГУАМ-а више пута и званично су одбацили такве тврдње и нагласили снажну спремност да развијају блиске пријатељске односе са Русијом. Штавише, Азербејџан, главна енергетска сила групе, успео је да избегне било какве сукобе са Русијом последњих година.
У априлу 2006. три земље ГУАМ-а подржале су предлог Украјине да се Холодомор, глад из 1930-их година у Украјини која је убила милионе људи, осуди као геноцид.
У мају 2006. Украјина и Азербејџан су објавили планове за даље јачање односа са чланицама ГУАМ-а преименовањем организације у ГУАМ Организација за демократију и економски развој и оснивањем њеног седишта у главном граду Украјине. Остали чланови су рекли да је ово био изузетан корак и развој. Од учесника самита се такође очекивало да усвоје подзаконске акте ГУАМ-а, декларацију и саопштење. Такође у мају 2006. Министарство одбране Украјине објавило је планове за успостављање мировних снага ГУАМ-а. Следеће године, земље ГУАМ-а су се сложиле да формирају заједничке мировне снаге од 500 људи за борбу против сепаратизма.
У јуну 2007. председници Литваније, Пољске и Румуније придружили су се лидерима држава чланица ГУАМ-а на самиту ГУАМ-а у Бакуу, у Азербејџану. На самиту су учествовали и потпредседник Бугарске, потпредседник естонског парламента, министар економије Летоније и високи представници Сједињених Држава, Јапана, Организације за безбедност и сарадњу у Европи (OSCE), Организације за црноморску економску сарадњу (BSEC), UNESCO и шефови дипломатских мисија акредитованих у Азербејџану.

### Након руске инвазије и анексије Крима (2014-данас)
У децембру 2014. тадашњи министар спољних послова Украјине Павло Климкин предложио је да ГУАМ током састанака користи енглески, уместо руског, који је такође био главни језик који се користио на званичним скуповима у Совјетском Савезу. Представници ГУАМ-а су се сложили.
У марту 2017. ГУАМ је званично успоставио споразуме о зони слободне трговине и усклађивању царинских процедура међу својим државама чланицама.

## Организационо уређење
- Председници држава чланица се састају на редовном годишњем заседању на Јалти у Украјини, и то се сматра најважнијим телом организације.
- Извршну власт организације чини веће министара спољних послова држава чланица.
- Радно тело представља Комитет за националну координацију који чини по један координатор из сваке од земаља чланица.
- Седиште организације отворено је 26. фебруара 2009. у главном граду Украјине Кијеву.
- Организација је подељена на 8 радних група задужених за енергетику, саобраћај, трговине, информатику и телекомуникације, културу, науку и образовање, туризам, борбу против тероризма, организованог криминала и нарко група.